# Злите мъртви
„Злите мъртви“ (на английски: The Evil Dead) е филм на ужасите от 1981 г. режисиран и продуциран от Сам Рейми, с участието на Брус Кембъл.
Филмът показва пет студента, които отиват на ваканция в затънтена хижа и там откриват аудиокасета, която е ключът към пробуждането на зли духове.
Заради многото кървави и жестоки сцени, филмът първоначално е отхвърлен от американските разпространители, докато не го взима европейска компания. Премиерата му е на 15 октомври 1981 г. Бюджета му е $375 000 и филмът има умерен успех, като събира $2 400 000 в САЩ през първия уикенд. Въпреки че получава много противоречиви критики и ревюта при излизането си, филмът остава култов и се счита за един от класиките във филмовия жанр ужаси.